# Theronia atalantae
Theronia atalantae ist eine Schlupfwespe aus der Tribus Pimplini innerhalb der Unterfamilie der Pimplinae. Die Art wurde von dem österreichischen Entomologen Nicolaus Poda von Neuhaus im Jahr 1761 als Ichneumon atalantae erstbeschrieben. Die Gattung Theronia ist noch mit einer weiteren Art, T. laevigata, in Europa vertreten.

## Merkmale
Die mittelgroßen Schlupfwespen sind gewöhnlich zwischen 10 und 12 mm lang. Ihr Körper ist gelbrot bis rot gefärbt. Die Fühler sind gelbrot. Die überwiegend gelbroten Beine weisen gelbe Partien auf. Die Mandibelspitzen sind schwarz. Ferner befinden sich über den Einlenkungen der Fühler schwarze Flecken. Der Thorax weist schwarze Flecke unterschiedlicher Größe auf. Das Scutellum und das Metanotum (Hinterbrust) sind größtenteils gelb gefärbt. Der Thorax ist nur spärlich weißlich behaart. Die Bohrerklappen der Weibchen sind in der Regel 1,0–1,2 mal so lang wie die hinteren Tibien.

## Unterarten und deren Verbreitung
Die Art Theronia atalantae ist holarktisch verbreitet. In Nordamerika wurde die Art eingeführt oder eingeschleppt. Ferner ist sie in der Orientalis vertreten. Sie wird gewöhnlich in 4 Unterarten gegliedert:
- Theronia atalantae atalantae (Poda, 1761) – Nominatform; Europa
- Theronia atalantae fulvescens (Cresson, 1865) – Nordamerika
- Theronia atalantae gestator (Thunberg, 1822) – Ostsibirien, Koreanische Halbinsel, Japan und China
- Theronia atalantae himalayensis Gupta, 1983 – Indien

In Europa reicht das Verbreitungsgebiet von Fennoskandinavien (Finnland, Schweden) und England im Norden bis in den Mittelmeerraum (Italien, Korsika, Sardinien und Spanien) im Süden. In Deutschland ist die Art in den meisten Bundesländern nachgewiesen.

## Lebensweise
Die Schlupfwespen werden gewöhnlich von Mitte Mai bis Anfang Oktober beobachtet, am häufigsten in der Zeit von Juni bis August. Theronia atalantae parasitiert die Puppen von Schmetterlingen verschiedener Familien. In Mitteleuropa gilt die Art als ein Hauptparasit des Schwammspinners (Lymantria dispar). Die Schlupfwespen befallen als Hyperparasiten auch Kokons anderer Schlupfwespen sowie von Brackwespen und Raupenfliegen (Tachinidae).